# Roberto da Silva Freire
Roberto da Silva Freire (Rio de Janeiro, 22 de junho de 1890 – Rio de Janeiro, 30 de julho de 1946) foi um médico brasileiro.
Doutorado pela Faculdade de Medicina do Rio de Janeiro em 1911, defendendo a tese “Tratamento das Hemorragias”. Foi eleito membro da Academia Nacional de Medicina em 1922, sucedendo Arnaldo Tertuliano de Oliveira Quintella na Cadeira 33, que tem Antônio Felício dos Santos como patrono.